# Scleria kwangtungensis
Scleria kwangtungensis là loài thực vật có hoa trong họ Cói. Loài này được Chun & F.C.How miêu tả khoa học đầu tiên năm 1958.